# Élise ou la Vraie Vie
Élise ou la Vraie Vie is een Franse film van Michel Drach die werd uitgebracht in 1970.
Het scenario is gebaseerd op het met de Prix Femina (1967) bekroonde romandebuut van Claire Etcherelli dat dezelfde titel heeft.

## Verhaal
1957. Élise is een jonge vrouw die in haar geboortestad Bordeaux samen met haar jongere broer Lucien in moeilijke omstandigheden werd opgevoed door hun grootmoeder. Lucien gaf zijn studies op, trouwde heel vroeg en leefde op kosten van de familie totdat hij door een communistische student werd overtuigd naar Parijs te verhuizen om er militant te worden. 
Ondertussen verveelt Élise zich in Bordeaux. Ze denkt iets te missen: ze wil het 'echte' leven beleven. Op haar beurt trekt ze naar Parijs waar ze Lucien opzoekt. Ze wordt als arbeidster aangeworven in de autofabriek waar ook Lucien tewerkgesteld is. Lucien is een sympathisant van het FLN geworden.
In de fabriek wordt Élise van meet af aan geconfronteerd met racistisch gedrag. Ze wordt er verliefd op Arezki, een Algerijnse arbeider-immigrant die militeert voor de onafhankelijkheid van zijn land. Hun relatie wordt bemoeilijkt door racisme en door het Frans-Algerijns conflict.

## Rolverdeling
| Acteur             | Personage                                       |
| ------------------ | ----------------------------------------------- |
| Marie-José Nat     | Élise Le Tellier                                |
| Mohamed Chouikh    | Arezki, de Algerijnse arbeider                  |
| Bernadette Lafont  | Anna, de minnares van Lucien                    |
| Jean-Pierre Bisson | Lucien Le Tellier, de broer van Élise, arbeider |
| Catherine Allégret | Didi, een racistische arbeidster                |
| Alice Reichen      | de grootmoeder van Élise en Lucien              |
| Martine Chevallier | Marie-Louise, de schoonzus                      |
| Pierre Maguelon    | de ploegbaas                                    |
| Jean-Louis Comolli | Henri                                           |
| Jean-Pierre Darras | de commissaris                                  |
| Yves Barsacq       | een politie-agent                               |
| Georges Claisse    | Gilles, de opzichter                            |